# Chorioméningite lymphocytaire
 Mise en garde médicale
La chorioméningite lymphocytaire est une maladie virale causée par le virus de la chorioméningite lymphocytaire.
Il s'agit d'un arenavirus porté par les rongeurs. La maladie a surtout été décrite aux États-Unis mais quelques cas ont été observés en France.

## Description
La maladie se présente sous forme d'une méningite : syndrome méningé fébrile avec céphalées, nausées, intolérance à la lumière. L'évolution est habituellement bénigne, avec des symptômes peu importants durant quelques semaines.
L'atteinte du fœtus est plus grave, pouvant occasionner une microcéphalie, une atteinte oculaire, une hydrocéphalie…

## Diagnostic
La ponction lombaire montre un liquide cérébrospinal clair, comprenant de nombreux lymphocytes. Le diagnostic est fait soit par RT-PCR (détection d'ARN viral), soit par sérologie (détection des anticorps).